# Bürgermeisterei Meurich
Die Bürgermeisterei Meurich im Kreis Saarburg im Regierungsbezirk Trier in der preußischen Rheinprovinz war eine Bürgermeisterei mit 8 Dörfern, 2 Weilern, 4 Höfen, 6 Mühlen, welche 242 Feuerstellen (Fst.) und 1714 Einwohner (Einw.) (Stand 1828) hatten.
Darin die Dörfer:
- Meurich mit 1 Hof, der Ober- und Unter-Neumühle, 24 Fst., 187 Einw.
- Kelsen mit 22 Fst., 166 Einw.
- Kirf mit 1 Kath. Pfarrkirche, 52 Fst., 328 Einw.
- Faha mit dem Hof Reiplingen, der Hasel-, Untersteg- und Weyer-Mühle, 1 Kath. Tochterkirche, 57 Fst., 397 Einw.
- Portz mit 30 Fst., 191 Einw.
- Körrig mit 1 Hof, 24 Fst., 162 Einw.
- Rommelfangen mit 1 Hof, 5 Fst., 60 Einw.
- Bilzingen mit 16 Fst., 144 Einw.

Die Weiler: 
- Merzkirchen mit 1 Kathol. Pfarrkirche, 5 Fst., 39 Einw.
- Kollesleuken mit 1 Mühle, 7 Fst., 40 Einw.